# Kanpur
Kanpur (før 1948 kaldet Cawnpore) er en by i det nordlige Indien, beliggende i delstaten Uttar Pradesh. Byen ligger ved floden Ganges og har et befolkningstal på 3.067.700(2008) indbyggere.